# Olivier Jean
Olivier Jean (n. 15 martie 1984, Repentigny⁠(d), provincia Québec, Canada) este un sportiv ce a reprezentat Canada, medaliat olimpic. A participat la 3 ediții ale Jocurilor Olimpice (2010, 2014, 2018) în care a câștigat o medalie de aur.